# Homoousios
Homoousios (gr. homos samme og ousia væsen) er en betegnelse der inden for kristologien anvendes om forholdet mellem Faderen (Gud) og Sønnen (Jesus Kristus).
Det teologiske syn på forholdet mellem Faderen og Sønnen blev afgjort på koncilet i Nikæa 325, der besluttede at Sønnen er "af samme væsen" som Faderen, homoousios.
Modstanderne, arianerne, hævdede at Sønnen blot var "af lignende væsen" som Faderen, homoiousios.